# Fundusz Azylu, Migracji i Integracji
Fundusz Azylu, Migracji i Integracji – fundusz mający na celu przyczynianie się do skutecznego zarządzania przepływami migracyjnymi i do realizacji, wzmacniania i rozwoju wspólnej polityki w zakresie azylu, ochrony uzupełniającej i ochrony czasowej oraz wspólnej polityki imigracyjnej z pełnym poszanowaniem praw i zasad zapisanych w Karcie praw podstawowych Unii Europejskiej.
Fundusz przyczynia się do realizacji następujących wspólnych celów szczegółowych:
a) wzmocnienie i rozwinięcie wszelkich aspektów wspólnego europejskiego systemu azylowego, w tym jego wymiaru zewnętrznego;
b) wspieranie legalnej migracji do państw członkowskich zgodnie z ich potrzebami gospodarczymi i społecznymi, takimi jak potrzeby rynku pracy, przy jednoczesnym zagwarantowaniu spójności systemów imigracyjnych państw członkowskich, oraz promowanie skutecznej integracji obywateli państw trzecich;
c) ulepszanie sprawiedliwych i skutecznych strategii powrotów w państwach członkowskich, które to strategie przyczyniają się do walki z nielegalną imigracją, z naciskiem na zapewnienie trwałego charakteru powrotu oraz skutecznej readmisji w krajach pochodzenia i tranzytu;
d) wzmocnienie – w tym przez praktyczną współpracę – solidarności i podziału odpowiedzialności pomiędzy państwami członkowskimi, w szczególności w odniesieniu do tych państw, których zjawisko przepływów migracyjnych i azylowych dotyczy w największym stopniu.